# أوعية العروق
أَوعِيَةُ الأَوعِيَة أو أوعية العروق (بالإنجليزية: vasa vasorum)، هي شبكة من الأوعية الدموية الصغيرة التي تغذي جدران الأوعية الدموية الكبيرة، مثل الشرايين المرنة (الأبهر) والأوردة الكبيرة (الوريد الأجوف).

## الوظيفة
هذه الأوعية الصغيرة تعمل على توفير إمدادات الدم والغذاء للغلالة الظاهرة للأوعية والأجزاء الخارجية للغلالة الوسطانية للأوعية الكبيرة.

## الأهمية الطبية
- في الشريان الأورطي النازل، تتوقف أوعية الأوعية عن تزويد جدران الشرايين بالدم المؤكسج عند مستوى الشرايين الكلوية.[3] وهكذا تحت هذه النقطة، يعتمد الشريان الأبهر على خاصية الانتشار لتلبية احتياجاته الأيضية، وهو حتماً أرق بشكل ملحوظ. وهذا يؤدي إلى زيادة احتمال حدوث أم الدم الأبهرية في هذا الموقع، وخاصة في وجود لويحات تصلب الشرايين.
- الاوعية الدموية الدماغية خالية من أوعية الأوعية، ولكن لديها شبكة أوعية (rete vasorum) والتي لها وظيفة مماثلة لأوعية الأوعية.[4]
- توجد علاقة بين التغيرات في أوعية الأوعية وتطور لويحات تصلب الشرايين الدموية. وليس من المفهوم ما إذا كانت التغييرات في الأوعية الدموية؛ وخاصةً من حيث مظهرها واختفائها، هي سبب أو مجرد تأثير على تطور المرض.[5]
- الأوعية الدموية الصغيرة مثل أوعية الأوعية وأوعية الأعصاب عرضة بشكل خاص للضغط الميكانيكي الخارجي.[6] وبالتالي تشارك في التسبب في أمراض الأوعية الدموية والأعصاب المحيطية.
- يمكن أن يحدث تمزق في أوعية الأوعية التي تقع في طبقة الغلالة الوسطانية مما تؤدي إلى سلسلة من الأحداث المرضية تنتهي بتسلخ الأبهر.[2]
- وجود الأوعية اللولبية الجانبية في أوعية الأوعية هي علامة فارقة لمرض بورجر تميزه عن ظاهرة رينو.[7]
- وجود الخلايا التائية بالقرب من أوعية الأوعية يدل على تطور مرض التهاب الشريان ذو الخلايا العملاقة.[8]
- الالتهاب والتدمير اللاحق لأوعية الأوعية هو سبب التهاب الأبهر الزهري في المرحلة الثالثة لمرض الزهري.
- التهاب الشرايين المسد في أوعية الأوعية يؤدي إلى نقص التروية وضعف الغلالة البرانية الأبهرية، والتي قد تؤدي إلى تشكّل أم الدم الأبهرية الصدرية.

## الروابط الخارجية
- صور نسيجية: 05702loa — نظام تعلم علم الأنسجة في جامعة بوسطن